# Колюбакин, Владимир Николаевич
Влади́мир Никола́евич Колюба́кин (28 августа 1873 — 16 июля 1944) — русский военачальник, герой Первой мировой войны, генерал-майор (1915).

## Биография
Православный. Из старинного дворянского рода.
Окончил 2-й кадетский корпус (1892) и Михайловское артиллерийское училище (1895), выпущен подпоручиком в лейб-гвардии 1-ю артиллерийскую бригаду.
Чины: поручик (1899), штабс-капитан гвардии с переименованием в капитаны ГШ (1902), подполковник (1907), полковник (1911), генерал-майор (1915).
В 1902 году окончил Николаевскую академию Генерального штаба по 1-му разряду. Цензовое командование ротой отбывал в лейб-гвардии Измайловском полку (1902—1904).
Участвовал в русско-японской войне, за отличия был награждён орденом Святой Анны 4-й степени и ещё тремя орденами. Служил обер-офицером (1904—1906) и и.д. штаб-офицера (1906—1907) для особых поручений при штабе 1-го армейского корпуса. В 1907—1914 годах состоял старшим адъютантом штаба войск Гвардии и Петербургского военного округа. Цензовое командование батальоном отбывал в 148-м пехотном Каспийском полку (1912).
19 января 1914 года назначен начальником штаба 50-й пехотной дивизии, с которой вступил в Первую мировую войну. Был награждён Георгиевским оружием
За то, что 17 августа 1914 г., в бою за овладение переправой, исполняя должность начальника штаба дивизии, принимая энергичное участие в бою и подвергая свою жизнь явной опасности, своей самоотверженной деятельностью и верно оцененной им обстановкой, являлся для начальника дивизии незаменимым помощником в деле общего руководства боевой деятельностью дивизии.
и орденом Святого Георгия 4-й степени
За то, что в бою 20 марта 1915 г., при защите переправы через р. Днестр у м. Залещики, лично руководя действиями отряда из 3-х родов оружия, под убийственным артиллерийским, пулеметным и ружейным огнём не только отразил все яростные атаки в два раза превосходящего в силах противника, но, перейдя в контр-атаку, штыковым ударом нанес ему решительное поражение, заставив в беспорядке отступить.
На 31 января и 5 марта 1915 года был начальником штаба 23-й пехотной дивизии. В июне 1915 командовал 148-м пехотным Каспийским полком. 17 декабря 1915 назначен начальником этапно-хозяйственного отдела штаба 7-й армии, а 8 февраля 1917 — начальником военных сообщений армий Западного фронта.

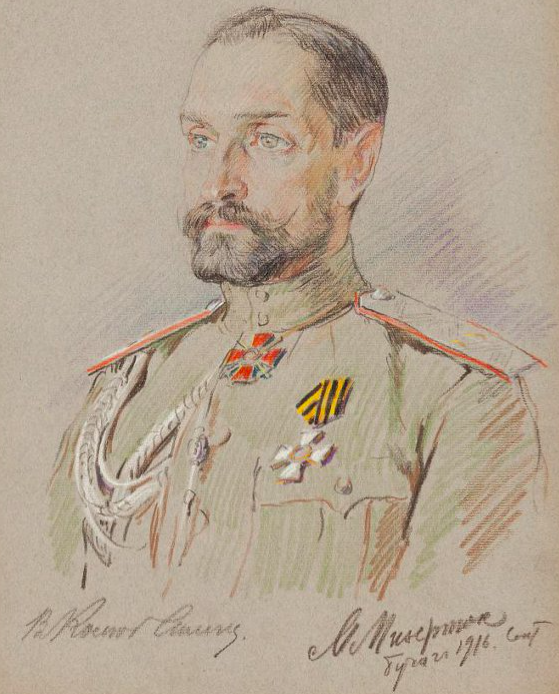
Портрет 1916 г.

Участвовал в Белом движении на юге России. С 9 августа 1918 — в Донской армии, состоял старшим инспектором при отделе путей сообщения. Затем служил в Добровольческой армии и ВСЮР, с 18 августа 1919 был помощником Главного начальника военных сообщений генерала Тихменева. В декабре 1919 — марте 1920 эвакуирован из Батума на корабле «Виктория».
В эмиграции в Югославии. Состоял действительным членом Общества гг. офицеров лейб-гвардии 1-й артиллерийской бригады в Югославии и представителем полкового объединения 148-го пехотного Каспийского полка там же. Преподавал на Высших военно-научных курсах в Белграде. Во Вторую мировую войну был чином Русского корпуса.
Умер в 1944 году в Белграде. Похоронен на Новом кладбище.

## Награды
- Орден Святой Анны 4-й ст. (1905);
- Орден Святого Станислава 3-й ст. с мечами и бантом (1906);
- Орден Святой Анны 3-й ст. с мечами и бантом (1906);
- Орден Святого Владимира 4-й ст. с мечами и бантом (1907);
- Орден Святого Станислава 2-й ст. (1908);
- Орден Святого Владимира 3-й ст. (1912) с мечами (1915);
- Орден Святой Анны 2-й ст. с мечами (1915);
- Георгиевское оружие (ВП 09.03.1915);
- Орден Святого Георгия 4-й ст. (ВП 14.06.1915).